# Olax imbricata
Olax imbricata là một loài thực vật có hoa trong họ Olacaceae. Loài này được Roxb. mô tả khoa học đầu tiên năm 1820.

## Hình ảnh

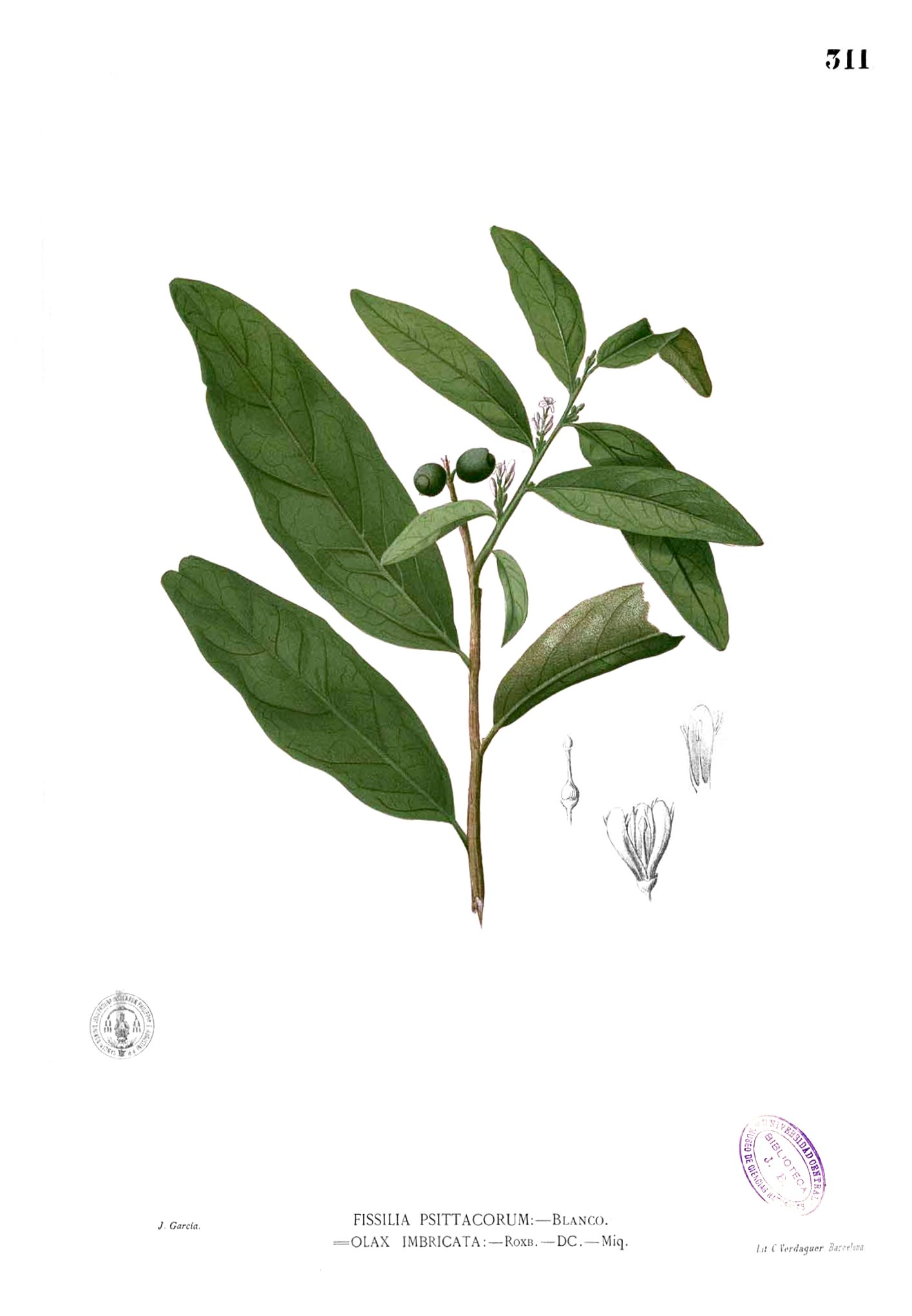
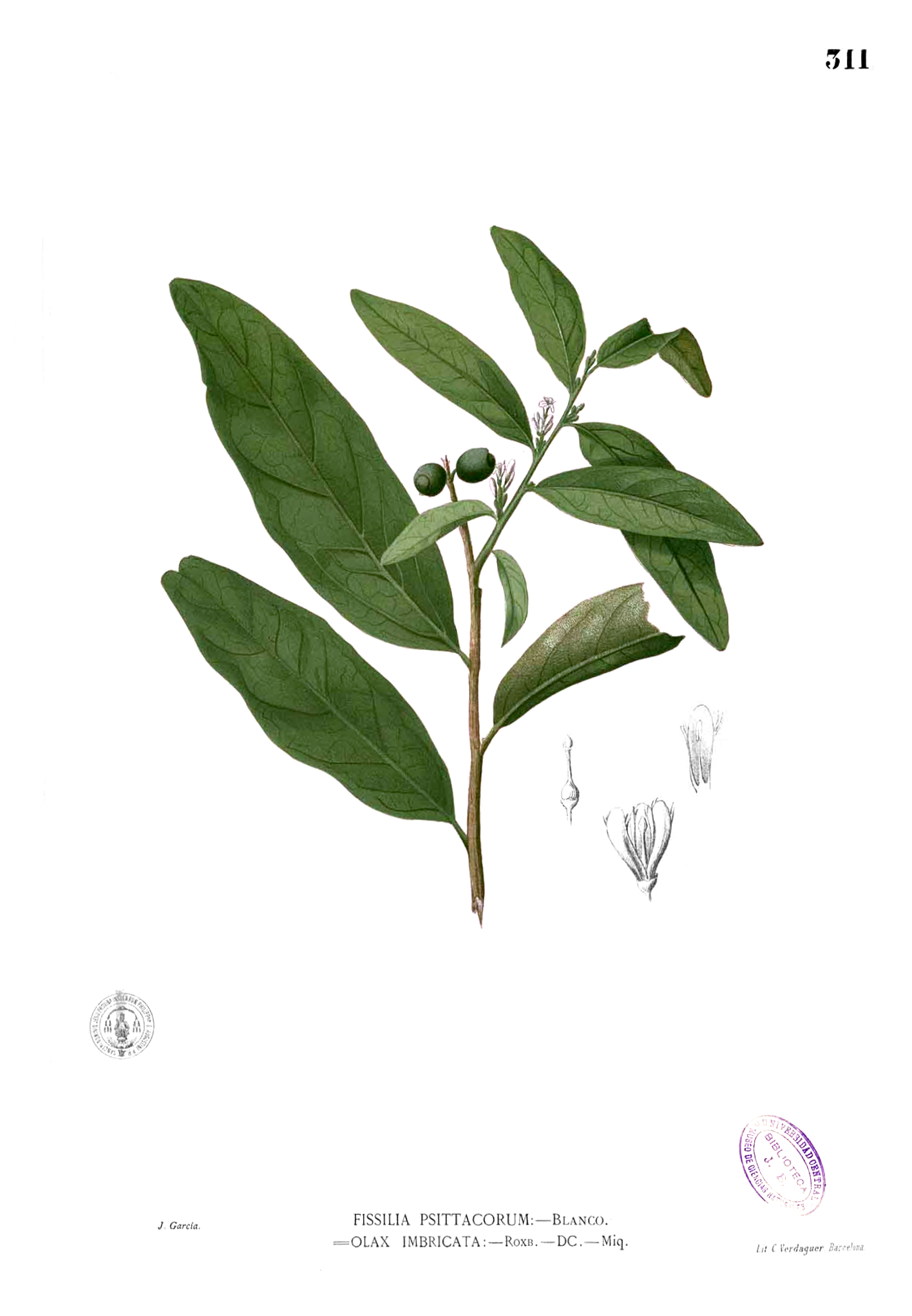
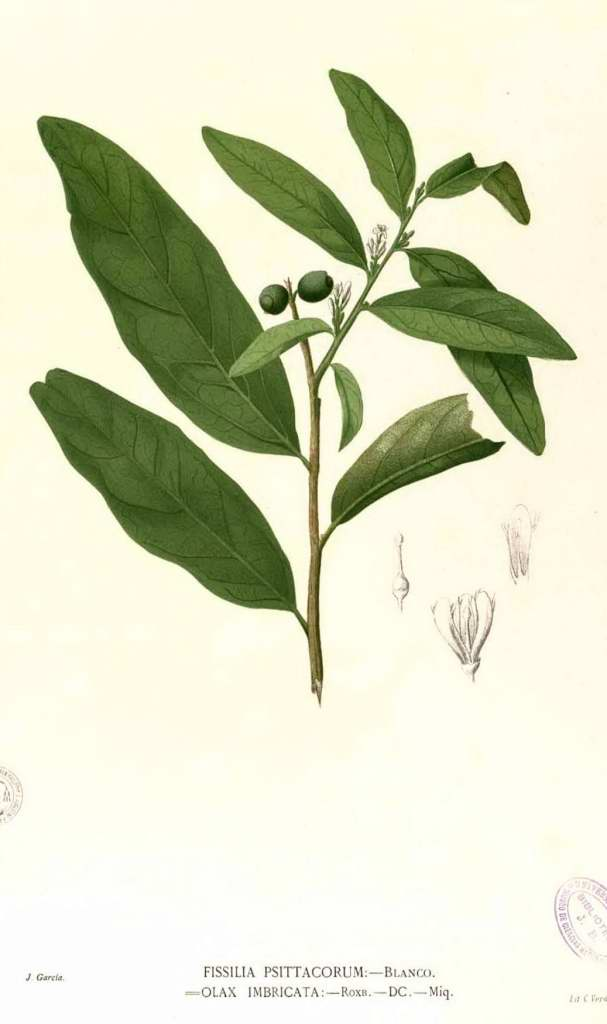